# Selecció de futbol de Tahití
La selecció de futbol de Tahití és l'equip nacional de la Polinèsia Francesa i és controlada per la Federació de Futbol de Tahití. La selecció tahitiana ha participat set cops en la Copa de Nacions de l'OFC i l'ha guanyat un cop, el 2012. Als Jocs del Pacífic ha guanyat el torneig futbolístic cinc cops.

## Resultats

### Copa del Món
- 1930 a 1950 — No existia
- 1954 a 1990 — No participà
- 1994 a 2018 — No es classificà

### Copa Confederacions
- 1992 a 2009 — No es classificà
- 2013 — Primera fase (8é lloc)
- 2017 — No es classificà

### Copa de Nacions de l'OFC
- 1973 — Subcampió
- 1980 — Subcampió
- 1996 — Subcampió
- 1998 — Quart lloc
- 2000 — Primera fase
- 2002 — Tercer lloc
- 2004 — Primera fase
- 2008 — No es classificà
- 2012 — Campió
- 2016 — Primera fase

### Jocs del Pacífic
- 1963 — Tercer lloc
- 1966 — Campió
- 1969 — Subcampió
- 1971 — Tercer lloc
- 1975 — Campió
- 1979 — Campió
- 1983 — Campió
- 1987 — Subcampió
- 1991 — Primera fase
- 1995 — Campió
- 2003 — Quart lloc
- 2007 — Primera fase
- 2011 — Tercer lloc
- 2015 —

### Copa de Polinèsia
- 1994 — Campió
- 1998 — Campió
- 2000 — Campió

### Coupe de l'Outre-Mer
- 2008 — Primera fase
- 2010 — Primera fase
- 2012 — Sisè lloc
- 2014 —